# أملج باسفيكي
أملج باسفيكي (الاسم العلمي:Phyllanthus pacificus) هو نوع من النباتات يتبع جنس الأملج من الفصيلة الأملجية.